# Type 075
Le Type 075 est une classe de navire d'assaut amphibie de type Landing Helicopter Dock conçue par Hudong-Zhonghua Shipbuilding pour la marine chinoise. Il dispose des caractéristiques d'un porte-hélicoptères amphibie (embarcations et porte de débarquement).

## Historique
En 2012, le développement de différents LHD (20 000  et   48 000 tonnes) a été étudié par les autorités chinoises. Finalement, la commande se porte sur une série d'au moins 4 LHD de 36 000 tonnes permettant l'emport de 28 hélicoptères[source insuffisante], début 2021, on estime que huit sont prévus. Il dispose de deux ascenseurs entre le hangar et le pont et de six plots pour hélicoptères ainsi que d'un vaste radier à la poupe.
Les navires devraient être dotés de deux systèmes d'arme rapproché H/PJ-11 et deux systèmes à missile HQ-10 pour sa protection antiaérienne.
La cérémonie de lancement du premier s’est déroulée le 25 septembre 2019 au chantier Hundong-Zhonghua (groupe China State Shipbuilding Corporation) de Shanghai. Le 11 avril 2020, alors qu'il est en armement, il subit un incendie.
Le second est mis à l'eau 210 jours plus tard, le troisième 282 jours après le précédent.

## Navires
Au 3 octobre  2022 :
| N° | Numéro | Nom                         | Chantier naval  | Lancement         | Entrée en service                     | Statut                                      |
| -- | ------ | --------------------------- | --------------- | ----------------- | ------------------------------------- | ------------------------------------------- |
| 1  | 31     | Hainan[source insuffisante] | Hudong-Zhonghua | 25 septembre 2019 | 23 avril 2021                         | Admis au service actif[source insuffisante] |
| 2  | 32     | Guangxi                     | Hudong-Zhonghua | 22 avril 2020     | 26 décembre 2021                      | en service                                  |
| 3  | 33     | Anhui                       | Hudong-Zhonghua | 29 janvier 2021   | 1er octobre 2022[source insuffisante] | en service                                  |
| 4  | 34     |                             | Hudong-Zhonghua | 14 décembre 2023  |                                       | Livré                                       |
| 5  |        |                             | Hudong-Zhonghua |                   |                                       | En construction                             |
| 6  |        |                             | Hudong-Zhonghua |                   |                                       | prévu                                       |
| 7  |        |                             | Hudong-Zhonghua |                   |                                       | prévu                                       |
| 8  |        |                             | Hudong-Zhonghua |                   |                                       | prévu                                       |